# شهرستان گونگهه
شهرستان گونگهه (به لاتین: Gonghe County) یک منطقهٔ مسکونی در چین است که در ولایت خودمختار هاینان تبتی واقع شده‌است.